# Araponga
Araponga este un oraș din unitatea federativă Minas Gerais, Brazilia.